# DocFetcher
DocFetcher — программа для локального поиска с открытым исходным кодом для операционных систем Microsoft Windows, Mac OS X и Linux.
Программа написана на языке программирования Java и имеет графический интерфейс пользователя на основе SWT.
Функции поиска и индексирования файлов DocFetcher базируются на Apache Lucene.

## Возможности
DocFetcher позволяет производить локальный поиск по имени файла или его содержимому, поддерживает различные форматы документов и расширенные настройки для поиска.
Возможности программы:
- Поддерживает все основные форматы документов, такие как PDF, HTML, Microsoft Office (включая Office Open XML), OpenOffice.org, RTF, EPUB и другие
- Поддерживает поиск по файлам других форматов, в том числе Visio, JPEG, mp3 и SVG
- Поддерживаемые форматы архивов: zip, 7z, rar, tar.*
- Поддерживается поиск по письмам Outlook (файлы PST)
- Поддерживается тонкая настройка для индексации любого файла с исходным кодом
- Индексы автоматически обновляются при изменении файлов
- Исключение из индекса файлов на основе регулярных выражений
- Поиск файлов по MIME-типу, то есть по его содержимому
- Синтаксис запросов с расширенными возможностями
- Поддержка Unicode
- Поддержка 64-разрядных операционных систем
- Наличие портативной версии

### Портативность
DocFetcher доступен в виде портативной версии, что позволяет пользователю объединить DocFetcher и собственные личные файлы для того, чтобы создать портативный поисковый индекс файлов.
Пользователь может переносить этот индекс файлов на USB-накопителе или синхронизировать его на нескольких компьютерах с помощью службы синхронизации.
Также, в связи с тем, что DocFetcher основан на Java, такой индекс может быть использован на разных платформах.